# Ovalie caennaise
Pour les articles homonymes, voir Ovalie.
Maillots
Dernière mise à jour : 9 mai 2017.
L'Ovalie caennaise est un club féminin français de rugby à XV participant au championnat de France. C'est un club basé à Caen qui a pris la suite du Caen Rugby Club.
Depuis 2021, le club coopère avec l'AS Rouen UC pour former une seule équipe séniore normande, le Valkyries Normandie rugby clubs.
L'équipe réserve joue en Fédérale 1.

## Histoire
L'Ovalie caennaise est un club créé en mai 2003 par les ex-pensionnaires de la section féminine du Caen Rugby Club. Au sein du CRC, les Caennaises ont glané trois titres de championnes de France de 1re division en 1999, 2000 et 2002. Mais, soucieuses de gagner leur indépendance et souhaitant être davantage reconnues, les joueuses cadres font le choix de créer un nouveau club dédié uniquement au rugby féminin, dans un but de promotion et de développement.
En 2018, à la suite de la réorganisation des divisions féminines et le passage de la 1re division de 8 à 16 clubs, l'Ovalie caennaise intègre l'Élite 1. En 2018-2019, le club termine 7e de sa poule et est dispensé de phase de maintien à la suite du forfait du SO villelonguet. Dernier de poule en 2019-2020 et maintenu sportivement après l'arrêt du championnat à cause de la pandémie de Covid-19 en France, le club demande sa relégation pour pouvoir se reconstruire en Élite 2.
En 2021, l'Ovalie caennaise et l'AS Rouen UC fusionnent leurs équipes premières féminines pour former une seule équipe normande. L'équipe est nommée le Valkyries Normandie rugby clubs et est inscrite en Élite 2 pour la saison 2021-2022.

## Palmarès
- Vice-championnes de France : 2004, 2005, 2007[6].

| Compétition  | Date de la finale | Vainqueur         | Finaliste        | Score | Lieu de la finale            | Spectateurs |
| ------------ | ----------------- | ----------------- | ---------------- | ----- | ---------------------------- | ----------- |
| 1er division | 2004              | USAT XV Toulouges | Ovalie caennaise | 8-6   | Isle                         |             |
| 1er division | 11 juin 2005      | USAT XV Toulouges | Ovalie caennaise | 7-3   | Stade de France, Saint-Denis |             |
| 1er division | 24 juin 2007      | Montpellier RC    | Ovalie caennaise | 10-3  | Grenoble                     |             |

## Personnalités du club

### Joueuses internationales
- Estelle Sartini (90 sélections)
- Stéphanie Provost (77 sélections)
- Danièle Irazu (76 sélections)
- Sandra Rabier (67 sélections)
- Odile Sorel (34 sélections)
- Nadège Labbey (27 sélections)
- Amandine Vaupré (22 sélections)
- Julie Duval (45 sélections)
- Corinne Lemazurier (15 sélections)
- Aurore Sobolak (13 sélections)
- Annaëlle Deshayes (12 sélections)
- Mathilde Tapin (3 sélections)
- Maristella Drayton (1 sélection)

### Liste des entraîneurs
- 20??-2009 : Patrick Rémond et Yannick Amiot
- 2009-2011 : Gilles Rabier et Patrick Ichambre
- 2011-2013 : Stéphanie Provost et Gilles Rabier (avants)
- 2013-2015 : Stéphanie Provost, Gilles Rabier et Francis Costa (arrières)
- 2015-2016 : Gilles Rabier et Gilles Le Hérissé (arrières)
- 2016-2019 : Gilles Rabier et Jean-François Mouton
- 2019-2021 : Jean-François Mouton (manager) et Stéphane Mauger (arrières)

### Liste des présidents
- 2003-2011 : Stéphanie Provost
- 2011-2016 : Nadège Labbey
- 2016-2019 : Patrick Dziura-Keukelinck[7]
- Depuis 2019[réf. nécessaire] : Julie Duval et Thierry Guérin